# Můj nejmilejší bar
Můj nejmilejší bar (v anglickém originále Trees Lounge) je americký film z roku 1996. Natočil jej Steve Buscemi podle vlastního scénáře (jde o jeho celovečerní debut). Hlavní roli ve filmu hraje sám Buscemi, další postavy ztvárnili například Chloë Sevigny, Eszter Balint a Samuel L. Jackson. Dále ve filmu vystupovali režisérův bratr Michael Buscemi a syn Lucian Buscemi. Autorem hudby k filmu je Evan Lurie. Hlavní postavou filmu je nezaměstnaný automechanik. Ten tráví velké množství času ve svém oblíbeném baru. Po smrti svého strýce začne jezdit s jeho zmrzlinářskou dodávkou.